# 奥尔莫 (上科西嘉省)
奥尔莫（法語：Olmo，法語發音：[ɔlmo]）是法国上科西嘉省的一个市镇，属于科尔泰区。

## 地理
奥尔莫（42°29'45"N, 9°24'27"E）面积4.47 平方千米，位于法国上科西嘉省，该省份位于科西嘉北部，后者为地中海西部的一座岛屿，也是法国的一个单一领土集体，位于法国大陆部分的东南面，意大利半島的西面，最临近的地块是撒丁岛。
与奥尔莫接壤的市镇（或旧市镇、城区）包括：卢恰纳、蒙泰、普鲁内利迪卡萨科尼。

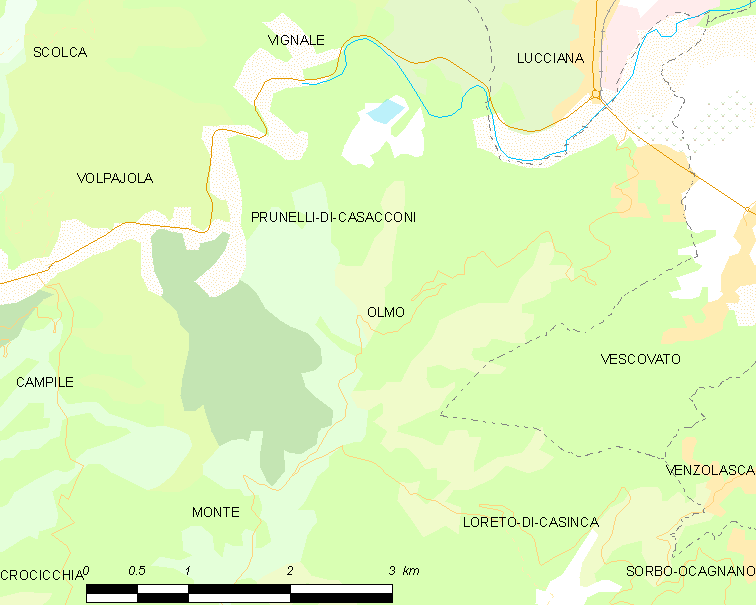
的OSM定位图

奥尔莫的时区为UTC+01:00、UTC+02:00（夏令时）。

## 行政
奥尔莫的邮政编码为20290，INSEE市镇编码为2B192。

## 政治
奥尔莫所属的省级选区为戈洛-莫罗萨利亚县。

## 人口

1962-2008年间人口变化图示

奥尔莫于2022年1月1日时的人口数量为139人。